# Vườn quốc gia Gran Paradiso
Vườn quốc gia Gran Paradiso National (tiếng Ý: Parco Nazionale del Gran Paradiso, có nghĩa Vườn quốc gia Đại Thiên Đường) là vườn quốc gia lâu đời nhất và nổi tiếng nhất của Ý. Vườn này nằm trong rặng núi Alpes grées, và được đặt tên theo ngọn núi Gran Paradiso, trong khu vườn. Khu đất của vườn là khu trước kia đã được bảo vệ để che chở loài dê núi Alpes, nhưng nay cũng bảo vệ các loài khác nữa.

## Lịch sử
Đầu thế kỷ 19, do việc săn bắn thể thao và nhu cầu về phần thân thể dê núi Alpes được cho là một phương thuốc chữa bệnh, nên loài dê núi Alpes này chỉ sống sót trong khu núi Gran Paradiso, khoảng 60 con. Dê núi Alpes được săn lùng nhiều vì một phần thân thể của chúng được cho là có đặc tính chữa bệnh. Ngoài ra, các tấm bùa cũng được làm bằng một xương nhỏ hình chữ thập trong tim của dê núi này, được cho là có thể chống được cái chết bất đắc kỳ tử.
Do báo động về việc giảm sút dê núi Alpes, Victor Emmanuel, sau làm vua vương quốc Ý (1861–1946), đã tuyên bố lập khu này làm khu bảo tồn săn bắn hoàng gia năm 1856. Một đội lính gác có nhiệm vụ bảo vệ loài dê núi này. Các lối đi nhỏ dành cho dê núi - ngày nay vẫn còn - làm thành bộ phận của 724 km đường mòn trong vườn.
Năm 1920, cháu của Victor Emmanuel II là vua Victor Emmanuel III tặng 21 km² và vườn quốc gia được thành lập năm 1922. Đây là vườn quốc gia thứ nhất của Ý. Có khoảng 4.000 con dê núi Alpes trong vườn khi bắt đầu được bảo tồn. Tuy nhiên, dù có vườn quốc gia, dê núi vẫn bị săn bắn trộm cho tới năm 1945, khi chỉ còn 419 con. Việc bảo vệ dê núi được tăng cường, và nay hầu như có 4.000 con trong vườn.

## Địa lý

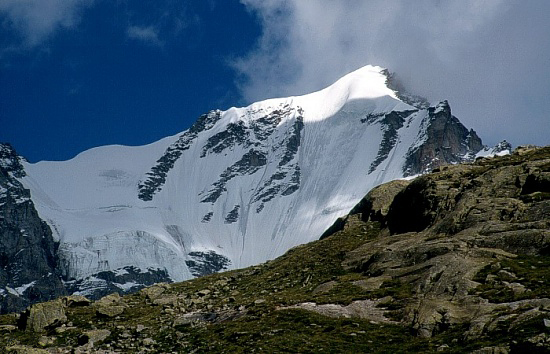
Núi Gran Paradiso

Vườn quốc gia Gran Paradiso nằm trong khu rặng núi Alpes grées, thung lũng Aosta, vùng Piedmont, tây bắc Ý. Vườn rộng 703 km², 10% diện tích của vườn là rừng, 16,5% là đất canh tác và đồng cỏ, 24% bỏ hoang, và 40% xếp loại cằn cỗi. 57 sông băng chiếm 9,5% diện tích của vườn. Các núi và thung lũng của vườn do các sông băng và các dòng nước tạo nên.
Độ cao của vườn là từ 800 tới 4.061 m, mức trung bình là 2.000 m. Các đáy thung lũng trong vườn là rừng cây. Có các đồng cỏ ở độ cao, cùng khối đá và sông băng ở độ cao hơn các đồng cỏ. Ngọn Gran Paradiso là ngọn núi duy nhất nằm hoàn toàn trên đất Ý có độ cao trên 4.000 m. Từ đỉnh núi này, có thể nhìn thấy núi Mont Blanc và núi Matterhorn.
Năm 1860, John Cowell trở thành người đầu tiên leo tới đỉnh ngọn núi này. Về phía tây, vườn quốc gia này có chung ranh giới với Vườn quốc gia Vanoise của Pháp. Tính chung, 2 vườn quốc gia này tạo thành một khu vực được bảo tồn lớn nhất Tây Âu. Hai vườn quốc gia này hợp tác với nhau trong việc quản lý đàn dê núi Alpes, chúng thường qua lại giữa 2 vườn.

## Hệ thực vật
Có khoảng 1.500 loài cây sống trong khu vườn này. Các rừng của vườn rất quan trọng vì chúng là nơi nương náu cho vô số động vật, cũng như giữ cho đất không bị lở và bị ngập nước. Hai loại cây rừng chính trong vườn là thông rừng và thông rụng lá. Rừng thông rụng lá thường ở phía Piedmont của vườn, chứ không có ở phía thung lũng khô ráo Valle d'Aosta. Các rừng này dày và rậm lá, ánh sáng mùa hè ít lọt qua. Lá sồi phải mất nhiều thời gian để phân hủy và chúng tạo thành một lớp dày trên nền đồng rừng cản trở sự phát triển của các loài cây khác. Các loài thông rụng lá thường mọc lẫn với vân sam và hiếm khi chung với linh sam.
Cũng có các rừng thích (phong) và đoạn (Tilia platyphyllos). Các rừng này ở những khu cách biệt và có nguy cơ bị diệt vong. Sồi có nhiều ở khu thung lũng Valle d'Aosta hơn ở khu Piedmont, vì nhiệt độ cao hơn và lượng mưa ít hơn. Cây hạt dẻ ở vườn là do người trồng, hiếm khi chúng sống ở độ cao trên 1.000 m. Rừng tùng bách, thông rừng, vân sam thường có lẫn cả lãnh sam. Lãnh sam và thông rừng thường mọc ở độ cao 2.200 - 2.300 m
Ở độ cao hơn, cây cối thưa dần và có các bãi cỏ, cùng nhiều cây hoa nở muộn trong mùa xuân. Các cây hoa dại trong đồng cỏ ở độ cao có păngxê hoang, long đởm, huệ tây, đỗ quyên. Các cây hoa này thu hút nhiều loại bướm. Các cây nhỏ sống trên độ cao đã thích ứng với nơi sống bằng cách nhận những đặc tính như lùn, có cánh hoa màu sáng lợt và rễ phát triển nhiều.

## Hệ động vật

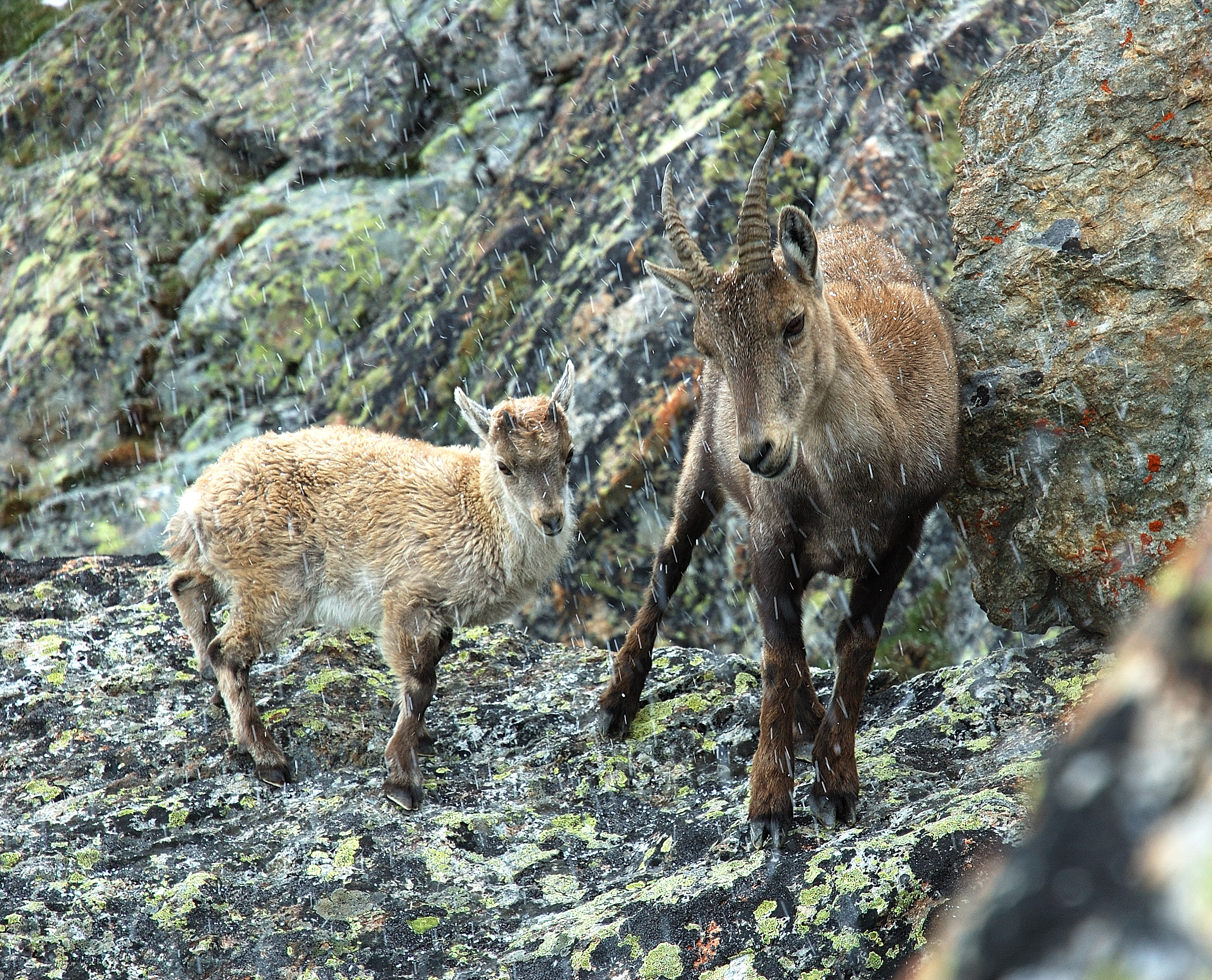
Dê núi Alpes ở Valle d'Aosta.

Các đàn dê núi gặm cỏ ở các bãi cỏ trên độ cao trong mùa hè, mùa đông chúng xuống nơi thấp hơn. Vườn quốc gia Gran Paradiso cùng với vườn quốc gia Vanoise cung cấp sự che chở cho loài dê núi này. Cùng với dê núi, vườn cũng có các loài động vật khác như chồn, chồn ecmin, thỏ rừng, lửng, sơn dương, macmot.
Có trên 100 loài chim sống trong vườn, trong đó có cú, đại bàng, gà gô trắng, chích núi, quạ chân đỏ, gõ kiến, bổ hạt v.v. Đại bàng làm tổ trên gờ vách đá, đôi khi ở trên cây.

## Du lịch
Vườn quốc gia Gran Paradiso ở gần đường cao tốc nối giữa Pháp và Thụy Sĩ. Có các khách sạn và tiệm ăn ở gần rìa vườn. Các du khách thường tới đây từ tháng 4 tới tháng 10. Các gia đình và các du khách ngẫu nhiên, thường thích tới phần phía bắc vườn vì có nhiều núi cao, và khu picnic có nhiều khách sạn. Các du khách thích đi bộ xa thường chọn các thung lũng ở phía nam. Các du khách có thể xem dê núi và sơn dương ăn cỏ tại khu Gran Piano di Noasca. Du khách có thể ở khu cắm trại, các nhà nghỉ chân vùng núi và các nhà sơ sài trên núi cả trong mùa hè lẫn mùa đông. Vườn có các đường mòn tự nhiên với chiều dài và độ khó khăn khác nhau. Vườn được các du khách ưa thích vào mùa hè, nên đôi khi rác rưởi trở thành một vấn đề khó khăn cùng với sự ô nhiễm tiếng ồn và tàn phá đường mòn. Các cuộc trượt tuyết băng đồng sử dụng vườn này trong mùa đông. Hiện có các dự án phát triển nhà cửa gây tranh cãi ngay bên ngoài khu vườn này.